# Ali Ahmed (labdarúgó)
Ali Ahmed (Toronto, 2000. október 10. –) kanadai válogatott labdarúgó, a Vancouver Whitecaps középpályása.

## Pályafutása

### Klubcsapatokban
Ahmed a kanadai Toronto városában született. Az ifjúsági pályafutását a Vancouver Whitecaps akadémiájánál kezdte.
2022-ben mutatkozott be a Vancouver Whitecaps észak-amerikai első osztályban szereplő felnőtt keretében. Először a 2022. április 24-ei, Austin ellen 3–0-ra elvesztett mérkőzés 57. percében, Ryan Raposo cseréjeként lépett pályára. Első gólját 2023. április 2-án, a Montréal ellen hazai pályán 5–0-ás győzelemmel zárult találkozón szerezte meg.

### A válogatottban
Ahmed 2023-ban debütált a kanadai válogatottban. Először a 2023. június 27-ei, Guadeloupe ellen 2–2-es döntetlennel zárult CONCACAF-aranykupa mérkőzésen lépett pályára.

## Statisztikák
2024. augusztus 28. szerint
| Klub                | Szezon   | Osztály  | Bajnokság | Bajnokság | Kupa  | Kupa | Nemzetközi | Nemzetközi | Összesen | Összesen |
| Klub                | Szezon   | Osztály  | Meccs     | Gól       | Meccs | Gól  | Meccs      | Gól        | Meccs    | Gól      |
| ------------------- | -------- | -------- | --------- | --------- | ----- | ---- | ---------- | ---------- | -------- | -------- |
| Vancouver Whitecaps | 2022     | MLS      | 2         | 0         | 0     | 0    | —          | —          | 2        | 0        |
| Vancouver Whitecaps | 2023     | MLS      | 24        | 2         | 2     | 1    | 4          | 0          | 30       | 3        |
| Vancouver Whitecaps | 2024     | MLS      | 18        | 1         | 3     | 0    | 2          | 0          | 23       | 1        |
| Összesen            | Összesen | Összesen | 44        | 3         | 5     | 1    | 6          | 0          | 55       | 4        |

### A válogatottban
| Válogatott | Év       | Pályára lépés | Gól |
| ---------- | -------- | ------------- | --- |
| Kanada     | 2023     | 4             | 0   |
| Kanada     | 2024     | 3             | 0   |
| Összesen   | Összesen | 7             | 0   |

## Sikerei, díjai
Vancouver Whitecaps
- Kanadai Kupa
  - Győztes (1): 2022